# La Font de la Guatlla
La Font de la Guatlla és un barri petit del districte de Sants-Montjuïc, de la ciutat de Barcelona. És un sector petit que es troba al peu de la muntanya de Montjuïc, al vessant nord-oest, i entre la Gran Via de les Corts Catalanes, en el tram entre la plaça d'Espanya i la plaça de Cerdà.
El nom prové d'una font natural que hi havia a la muntanya, la font de la Guatlla, al final del carrer Rabí Rubèn, on s'hi va construir la fàbrica Butsems, que produïa paviments i pedra artificial. Durant les obres de l'Exposició Universal de 1929, la fàbrica tenia un miler de treballadors. Molts d’ells es van construir casetes al turó, darrere del mas de can Cervera. Actualment hi ha el Centre Cívic Font de la Guatlla.
El conjunt arquitectònic més singular del barri és el petit grup de cases baixes amb jardí, en la part més propera a la muntanya, que contrasten amb els edificis alts del sector més proper a la Gran Via. Molts dels seus carrers tenen nom de flor (Dàlia, lotus, Hortènsia, Begònia, Crisantem), en referència a la seva vocació inicial com a ciutat jardí.
Un altre espai significatiu del barri és la fàbrica Casarramona, ocupada durant molts anys per casernes de la policia nacional, i on actualment s'instal·la la Fundació Caixafòrum. L'edifici és representatiu de l'arquitectura industrial d'obra de maó vist. Va ser dissenyat per l'arquitecte Josep Puig i Cadafalch, que també és autor del restaurant de la Font del Gat i d'altres obres d'urbanització en el parc de la muntanya.
L'extrem occidental del barri, entre els carrers de Trajà i de la Mineria, és, de fet, part integrant d'un altre petit barri santsenc, Magòria, avui sense reconeixement administratiu, i el qual té la major part inclosa en la Marina de Port.